# Hôtel de Sagonne
El hôtel de Sagonne es un antiguo hôtel particulier parisino ubicado en la rue des Tournelles y la boulevard Beaumarchais, en el Marais de París.

## Historia
Primera obra certificada de Jules Hardouin-Mansart, construida entre 1667 y 1668, con su hermano Michel, contratista, el hotel fue construido con motivo de su matrimonio con Anne Bodin, el 3 de febrero de 1668. Convertido en primer arquitecto del rey en 1681, superintendente de los edificios del rey y conde de Sagonne en 1699, tras su ennoblecimiento por el rey y la adquisición de la tierra de Sagonne (Cher), Jules Hardouin Mansart equipó lujosamente su hotel a partir de 1686, ansioso por demostrar su nuevo estatus social. Contrató a los más grandes pintores y escultores de la Real Academia de Pintura y Escultura de la que se convirtió en protector en 1699, a saber: los pintores Michel Corneille le Jeune y su hermano Jean-Baptiste Corneille, Charles de La Fosse, Étienne Allegrain, asistidos por el escultor Martin Desjardins.
Ampliado entre 1690 y 1692, constaba de tres casas, el propio hotel donde vivían Hardouin-Mansart y su familia, su mujer y sus tres hijos, una segunda casa donde vivían Robert de Cotte, su cuñado y su familia, un verdadero anexo de la Buildings Agency of king at Versalles, y una última destinada al alquiler donde vivió en particular el arquitecto Jean Aubert, discípulo de Hardouin-Mansart.
A la muerte de Jules Hardouin-Mansart en 1708, pasó a manos de su hijo Jacques, Conde de Sagonne, en virtud de la donación realizada durante su matrimonio a la hija del célebre banquero Samuel Bernard, Madeleine, en 1701. La viuda del arquitecto conservó el usufructo hasta su muerte en 1738. Mientras tanto, había pasado a manos de la nueva esposa del conde de Sagonne, Madeleine Huguény o Duguesny, antigua amante y madre de sus dos hijos, los arquitectos Jean Mansart de Jouy y Jacques Hardouin-Mansart de Sagonne. Tras su unión en 1720, este último hizo valer sus derechos sobre el conde. Permaneció en posesión del hotel hasta su muerte en 1753.
Luego volvió, a causa de la indigencia del conde de Sagonne, a varios agricultores judiciales. A la muerte del conde en  octubre de 1762, pasó a los descendientes de su hermana mayor Catherine-Henriette en la persona de Anne-Claude-Louise, marquesa de Arpajon, su hija. Hijos del adulterio, los hijos del Conde de Sagonne no podían de hecho heredar de su padre a pesar del matrimonio con su madre, no habiendo obtenido las cartas de legitimación del rey que les habrían permitido. Así, contrariamente a una tenaz leyenda, el hotel nunca fue propiedad del arquitecto Mansart de Sagonne sino sólo de su padre, su tocayo, el Conde de Sagonne.
El conde y la condesa de Noailles, yerno e hija respectivamente de la marquesa de Arpajon, sobrino nieto y sobrina nieta del conde de Sagonne, heredaron el hotel a la muerte de este último en 1767. Lo vendieron en agosto de 1777 a Marie-Anne Meschin, esposa no copropietaria de Alexis Mallet de Largillière, conde de Graville, barón de Cruise, por 100.000 libras. Perteneció, de 1792 a 1819, al constructor Lazare Antoine Perrot y sus herederos. Luego pasó de mano en mano hasta mediados del siglo XX, cuando se transformó en apartamentos. El famoso decorador Jacques García ocupó el primer piso allí en los años 80 y 90. En las dependencias que daban a la rue des Tournelles, habíamos instalado, entre 1939 y 1958, las Presses de l'hôtel de Sagonne, también conocidas como Éditions du raisin ejerció allí, con Alberto Tallone, Erica Marx, Giuseppe Govone.

## Descripción

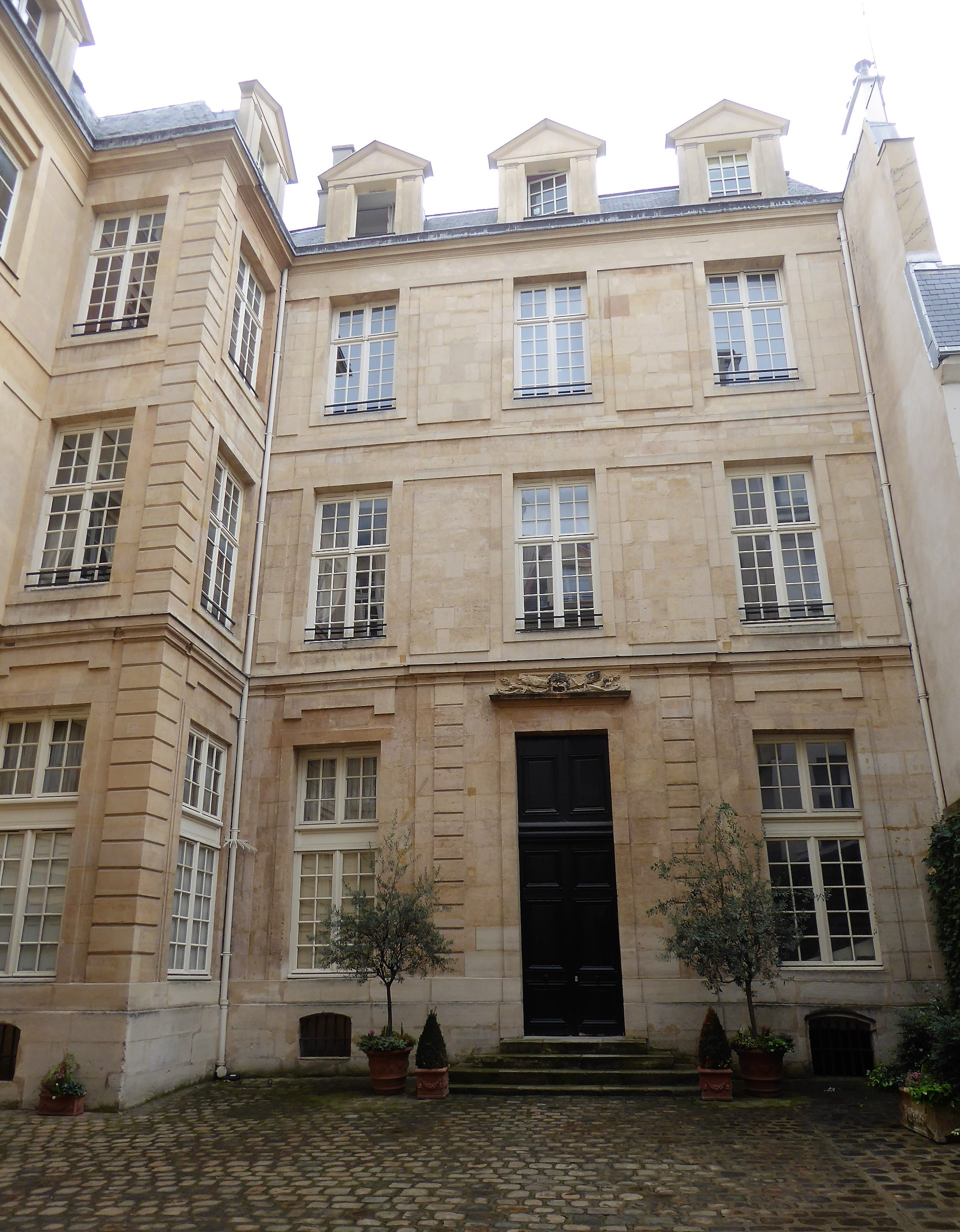
Fachada del patio 28 rue des Tournelles.

La sobria fachada de piedra de la rue des Tournelles es característica del estilo sencillo que practicaba Jules Hardouin-Mansart. También atestigua la modestia de su rango social en ese momento.
Según la costumbre, la fachada que daba al jardín del hotel estaba más ornamentada (uso de frontones y relieves, gran balcón sobre columnas en el primer piso). Mencionado en varios tratados de arquitectura (Mariette, Blondel), el hotel sigue siendo famoso sobre todo por sus magníficas decoraciones pintadas, redescubiertas bajo antiguos falsos techos y excavadas en 1924. Constituyen un bello conjunto de pinturas alegóricas XVIIsiglo XVII . Fue restaurado y dividido en apartamentos, no siendo visitable.
El hotel con su jardín está catalogado como monumento histórico desde el 16 de abril de 1943.